# تاریل
تاریل (به لاتین: Tarail) یک منطقهٔ مسکونی در بنگلادش است که در ناحیه کیشورگنج واقع شده‌است. تاریل ۱۳۶٫۸۸ کیلومتر مربع مساحت و ۱۳۸٬۴۸۸ نفر جمعیت دارد.